# Яременко Дмитро Валерійович
 Дмитро́ Вале́рійович Яре́менко (2005—2023) — український військовослужбовець, учасник російсько-української війни.

## Життєпис
Народився в Маріуполі на Донеччині. Навчався у школі, захоплювався музикою, грав на гітарі, мріяв створити свій музичний гурт. Мати Юлія і Дмитро навесні 2022 року майже два місяці прожили в блокованому ворогом місті — там були холод, голод і «смертю наповнено все довкола».
У другій половині квітня 2022 року родина змогла виїхати з окупованого Маріуполя в напрямку Запоріжжя. Далі зупинилися у Львові, де Дмитро закінчив 11 клас середньої школи, потім переїхали до Вінниці.
Вступив до Вінницького державного педагогічного університету ім. Михайла Коцюбинського на факультет філології й журналістики. Мріяв після закінчення журналістських студій далі навчатися режисури та зняти кіно про свій рідний Маріуполь.
Коли юнакові виповнилося 18 років, після першого курсу навчання він добровільно звернувся до рекрутингового центру 12-ї бригади спецпризначення «Азов». У серпні того ж 2023 року уклав контракт на військову службу, а в університеті перевівся на індивідуальну форму навчання.
Пройшов курс бойової підготовки, у війську став стрільцем-санітаром.
Коли виконував бойове завдання в Серебрянському лісі поблизу селища Діброва на Луганщині, ворожа міна влучила у бліндаж, у якому перебували українські вояки. Дмитро загинув миттєво, за кілька днів побратими змогли забрати й вивезти тіла.
Полеглого бійця Вінниця проводжала на площі Тараса Шевченка 21 листопада 2023 року — в День Гідності та Свободи. Похований на Алеї Слави Сабарівського кладовища.
На кафедрі журналістики вишу Дмитра характеризували так: «Неймовірно хоробрий, сміливий, принциповий. Викладачі та одногрупники знали його як відповідального, талановитого, ерудованого студента, надійного та чуйного друга, патріота рідної України».
У Дмитра залишилися бабуся, мама, старший брат та батько, який також став на захист України.

## Нагороди
- Орден «За мужність» III ступеня (2024, посмертно) — за особисту мужність і самовідданість, виявлені у захисті державного суверенітету та територіальної цілісності України, сумлінне та бездоганне служіння Українському народові[4].

## Вшанування пам'яті
Пам'ять воїна вшановано на меморіальних дошках, встановлених на честь полеглих випускників і студентів у Вінницькому педагогічному університеті та середній загальноосвітній школі № 30 у Львові.
Біографічну статтю про Дмитра Яременка вміщено в меморіальному виданні «Янголи Маріуполя» (Вінниця, 2025).